# Jerzy Stachowicz
Jerzy Stachowicz (ur. 12 sierpnia 1956 w Krakowie) – oficer Służby Bezpieczeństwa następnie Urzędu Ochrony Państwa oraz Agencji Bezpieczeństwa Wewnętrznego, ekspert sejmowej komisji śledczej do spraw nacisków.

## Życiorys
Syn Edmunda i Anieli. Od maja 1980 do 31 lipca 1990 był oficerem Wydziału Śledczego KW MO (od 1983 WUSW) w Krakowie. W latach 1982–1983 kształcił się w Studium Podyplomowym na Akademii Spraw Wewnętrznych.
Z ramienia Wydziału Śledczego SB nadzorował dochodzenie w sprawie unieruchomienia 30 autobusów krakowskiego MPK w nocy z 12 na 13 grudnia 1985 – w rocznicę wprowadzenia stanu wojennego. W czasie śledztwa groził śmiercią i torturował członków opozycji, w wyniku czego jeden ze sprawców popełnił samobójstwo. W 1986 Stachowicz rozbijał krakowski oddział radykalnej Liberalno-Demokratycznej Partii Niepodległość, która chciała zorganizować 1 maja akcję ulotkową i wystrzelić gaz łzawiący w kierunku organizowanego przez władze wiecu. Po śledztwie troje oskarżonych studentów zostało poddanych leczeniu psychiatrycznemu.
Po 1989 roku został kilka razy pozytywnie zweryfikowany. W maju 2003 prezydent Aleksander Kwaśniewski przyznał mu Srebrny Krzyż Zasługi „za wybitne zasługi w działalności na rzecz umacniania bezpieczeństwa wewnętrznego kraju. Za wzorowe wypełnianie obowiązków służbowych”.
Na wniosek posła Partii Demokratycznej Jana Widackiego, został ekspertem komisji śledczej do spraw nacisków. Powołanie go wywołało sprzeciw dawnych opozycjonistów. Pod naciskiem opinii publicznej 20 maja 2008 zrezygnował z prac w komisji.
Byli opozycjoniści Krzysztof Bzdyl i Ryszard Bocian złożyli do krakowskiego oddziału Komisji Ścigania Zbrodni Przeciwko Narodowi Polskiemu wnioski dotyczące przestępstw komunistycznych popełnionych przez Jerzego Stachowicza.